# 新潟県道22号長岡寺泊線
新潟県道22号長岡寺泊線（にいがたけんどう22ごう ながおかてらどまりせん）は、新潟県長岡市から燕市を経由して再び長岡市に至る県道（主要地方道）である。

## 概要

### 路線データ
- 実延長：22,429.0m[1]
- 起点：新潟県長岡市芹川町字囲内（国道352号交点）
- 終点：新潟県長岡市寺泊花立（国道402号交点）

## 歴史
- 1993年（平成5年）5月11日 - 建設省から、県道長岡寺泊線が長岡寺泊線として主要地方道に指定される[2]。

## 路線状況

### 重複区間
- 国道403号（長岡市与板町与板 - 与板橋西詰交差点）
- 新潟県道276号夏戸寺泊停車場線（長岡市寺泊竹森 - 双川橋交差点）

## 地理

### 通過する自治体
- 長岡市
- 燕市
- 長岡市

### 交差する道路
- 国道352号（三国街道）（起点：長岡市芹川町字囲内）
- 新潟県道473号槇下南中線（花井町交差点）
- 国道403号（長岡市与板町与板）
- 国道403号・新潟県道378号大口与板線（与板橋西詰交差点）
- 新潟県道410号町軽井上桐線（長岡市寺泊町軽井字屋敷）
- 新潟県道549号渡部敦ヶ曽根線（燕市五千石字大谷地）
- 国道116号（敦ケ曽根北交差点）
- 新潟県道276号夏戸寺泊停車場線（長岡市寺泊竹森）
- 新潟県道276号夏戸寺泊停車場線（長岡市 双川橋交差点）
- 国道402号（北陸道）（終点：松沢町交差点）

## 沿線の施設など
- JR越後線 寺泊駅
- 新潟県与板警察署
- 長岡市役所
  - 与板支所
  - 寺泊支所
- 長岡市与板消防署
  - 与板消防署寺泊出張所
- 新潟県立正徳館高等学校
- 長岡市立与板中学校
- 長岡市立寺泊中学校
- 長岡市立下川西小学校
- 長岡市立与板小学校
- 伊勢崎佐波臨海学校
- 北陸銀行寺泊支店
- 新潟大栄信用組合与板支店
- JA越後さんとう寺泊支店
- 与板郵便局
- 寺泊郵便局
- コメリハードアンドグリーン与板店
- 信濃川
- 寺泊港
- 寺泊温泉
- 寺泊水族博物館
- 金山海水浴場
- 寺泊宿（三国街道）
- 寺泊港ターミナル（佐渡汽船）終点付近